# Punt mort (mecànica)

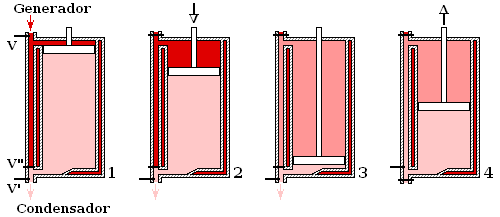
Esquema d'una màquina de Watt. Els estats 1 i 3 són els punts morts superior i inferior respectivament.

Punt mort en enginyeria mecànica es denomina a la disposició dels elements mecànics en que no hi ha transmissió del moviment. Els punts morts són molt perillosos però alhora són molt bons amb els mecanismes ja realitzats.
En el cas d'una caixa de canvis és la disposició dels engranatges per la qual el moviment del motor no es transmet a les rodes i el vehicle roman quiet. És útil per empènyer un cotxe amb el motor aturat o mantenir el motor encès sense necessitat d'estrènyer l'embragatge contínuament.
En ciclisme és un inconvenient, sobretot costa amunt, perquè hi ha un moment pedaleig en el qual fa falta molta més força per moure la bicicleta. És un problemes que s'intenta resoldre des de fa molts anys però no hi ha un solució del tot eficaç i no tingui altres inconvenients. És famós el sistema rotor que avança la biela superior, respecte a la inferior.
En els motors alternatius, d'èmbol i pistó, els punts morts són els dos extrems de la carrera del pistó, instants en els quals en canviar el sentit de la marxa la velocitat del pistó és nul·la. Convencionalment es denominen superior i inferior a l'inicial i final, respectivament, de la carrera en la qual s'obté treball (l'expansió).
En un motor amb diversos cilindres, els pistons poden aconseguir el punt mort superior simultàniament o en diversos temps depenent de la configuració del motor. Per exemple:
- En la configuració V-bessona, els dos pistons aconsegueixen el punt mort en diversos temps, igual a la dislocació angular entre els cilindres.
- En la configuració bessona de combustió interna, dos pistons d'oposició aconsegueixen el punt mort simultàniament, que també es diu la dislocació 0°.
- En la configuració straight-4, els dos extrems dels pistons (1 i 4) aconsegueixen el punt mort simultàniament, igual que els dos pistons del centre (2 i 3), solament aquests dos parells aconsegueixen el punt mort amb una dislocació angular de 180°. Els patrons similars es troben en gairebé tots els motors rectes amb nombres parells de cilindres, amb els dos pistons de l'extrem i dos pistons mitjans que s'acosten (si embargament, no necessàriament 180° anés de la fase) i els pistons intermedis movent-se en parells en mirall-imatge al voltant del centre del motor.
- En el flatplane V8 i molts motors més grans de V, el moviment dins de cada banc del pistó és similar al d'un motor recte, no obstant això en el crossplane V8 i tots els motors V10 el moviment és més complex i llunyà.

El concepte de punt mort superior també s'estén als pistons de motors rotatoris, i significa el punt del cicle en el qual el volum d'una cambra de combustió és el més petit. Això ocorre bàsicament diverses vegades per la revolució del rotor; En el motor de Wankel, per exemple, ocorre tres vegades per a cada revolució del rotor.
Aquest terme també s'utilitza en l'equip de producció. Una premsa mecànica empra un cigonyal similar trobat en un motor. En la premsa el cigonyal condueix a un espolón que quan està més alt del cristall d'exposició de la premsa, es considera que està en la posició del punt mort.